# Шнайдерман, Янкель Аронович
Янкель Аронович Шнайдерман (11 мая 1930 ― 5 января 2018) ― советский и российский передовик лёгкой промышленности, общественный деятель, участник трудового фронта Великой Отечественной войны, почётный гражданин города Биробиджана (2011).

## Биография
Родился 11 мая 1930 года в Николаеве Украинской ССР. До начала Великой Отечественной войны окончил начальную школу. В 1941 году семья эвакуировалась в Астрахань, затем в западный Казахстан, в город Бузулук на Урале. Там он подростком начал свою трудовую деятельность. Работал учеником сапожника, пахал землю на быках. Отец погиб на фронте в 1943 году. После освобождения родного Николаева Янкель с мамой возвращаются обратно, где он устраивается на работу в местную мастерскую по пошиву обуви. В 1946 году переезжают в город Биробиджан. Начинает работать в обувной мастерской.
Успешно завершил обучение в вечерней школе рабочей молодёжи. Получил диплом об окончании обувного факультета техникума. Стал высокопрофессиональным сапожником, начал работать в обувном производстве. В 1957 году был назначен главным инженером, а в 1962 году ему доверили руководство чулочно-трикотажной фабрики. Его способности позволили в быстрые сроки запустить важное предприятие для Биробиджана. Вслед за этим принимается решение о строительстве обувной фабрики и вновь руководство над объектом доверяют Шнайдерману. После успешной сдачи в эксплуатацию обувной фабрики он был назначен директором. Успешно решил вопросы подготовки кадров для предприятия, открыв при ней производственно-техническое училище. Заботился об условиях труда. Много уделял внимания развитию социально-бытовой инфраструктуры. При нём обувная фабрика была признана лучшей в отрасли.
В 1995 году вышел на пенсию и принял решение заняться собственным бизнесом. В рыночных условиях он открыл хлебопекарню, которая стала конкурентом хлебозаводу. Здесь было освоено изготовление 7 видов хлеба разного предназначения, 23 видов пирожных. Открывает собственные торговые точки для продажи хлебобулочной продукции.
Активный участник общественной жизни города и региона. Более 10 лет работал в региональном отделении работодателей «Союз промышленников и предпринимателей ЕАО». Внёс огромный вклад в становление местных еврейских общин, сохраняющих самобытность Еврейской автономии и укрепляющих многовековые традиции. Состоял в попечительском совете еврейской религиозной общины «Фрейд», постоянно оказывал ей благотворительную помощь на организацию мероприятий.
28 апреля 2011 года решением депутатов Биробиджанской городской Думы удостоен звания «Почётный гражданин города Биробиджана».
Проживал в городе Биробиджане. Умер 5 января 2018 года. Похоронен в родном городе.

## Награды и звания
- Орден «Знак Почёта»
- Медаль «В ознаменование 100-летия со дня рождения Владимира Ильича Ленина»
- другими медалями
- Почётный гражданин города Биробиджана (28.04.2011)

## Память
- 11 мая 2018 года на фасаде дома по улице Горького, где он проживал долгое время, установлена мемориальная доска в память о заслуженном человеке.